# X-bar理论
在语言学中，X-bar理论（英語：X-bar theory）是一种句法范畴构成理论，具体体现为两个断言：一是短语包括一个从中心语投射而来的中间组分；二是这种投射模式可为多个词汇范畴共用，即字母X可以用来表示任何一种詞類（或称词汇范畴），包括：名詞（N）、动词（V）、形容词（A）、介詞（P）等。
英文 X-bar 来自这种结构中的一个记号 X（X上加刪節線）；出于方便书写、印刷排版的目的，后来经常写作带角分符号的 X′，或用上标数字 X1，但在英语中仍是称作 X bar 而非 X prime；中文中一般称作“X次”或“X撇”。此处有一点需要指明：虽然角分符号 ′ 与单引号 ' 意义上完全不同，但实际中经常混用。记号 XP 意思是“X短语”（英語：X phrase），和 X″（X次次、X两撇）、X2 同一等级。
X′理论由诺姆·乔姆斯基基于1951年 Zellig Harris 的分类方法在1970年首次提出，并由 Ray Jackendoff 的研究得到发展。X′理论为许多句法理论所吸收，包括管辖与约束理论（GB）、生成短语结构语法（GPSG）、詞彙功能語法（LFG）、中心词驱动短语结构语法（HPSG）。近年来最简方案的工作中已经很大程度上放弃了X′模式，转而使用裸短语结构（英語：bare phrase structure）。

## 背景
發展X′理论的目的，是為了解决標準理論（1956-1965）下的短語結構規則（PSR）所存在的問題。
短語結構規則的方法有以下四個主要問題。
1. 它假設了離心結構（英语：Endocentric and exocentric）[FN 1]，如「→ NP Aux VP」。這與短語在任何情况下都有中心語的事實相反。[5]
2. 句子「John talked to the man」涉及動詞短語「VP → V (PP)[FN 2]」的短語結構規則，而「John talked to the man in person」涉及「VP → V (PP) (PP)」的短語結構規則。這表明，每次在E 語言（E-language）中觀察到未定義的結構時，都有必要提出新的短語結構規則，這相當於在普遍語法中加入任意數量的語法規則。從柏拉圖問題（英语：Plato's Problem）和刺激貧乏（英语：Poverty of the stimulus）角度來看，這引起了嚴重的問題。[4]
3. 錯誤規定了自然語言中不可能存在的結構，如「VP→NP A PP」，因為如第1點和第2點中短語結構規則考慮了不具向心結構（英语：Endocentric and exocentric）[FN 3]的短語。[5]
4. 無法掌握句子的歧義性，因其採用平面的、非層次的結構。[6]

X′理论是一種試圖透過假設「XP」的短語結構模式或模板來解决這些問題的理論。

## 核心概念
X′理论的基础由三个“句法组成”（英語：syntax assembly）规则构成。这些规则可以由自然语言的直接支配规则表述（对自然语言处理领域的程序员有用），也可以使用分析树可视地表述。这三种表述如下：
1. 一个X短语由一个X′和一个标定语（可选）组成：
```
XP → X
′
，（标定语）
```

```
     XP                XP
    /  \      或      /  \
标定语  X'           X' 标定语

```

2. 一种X′由一个X′和一个附加语组成：（不是所有的 XP 都有带附加语的 X′，所以这一条规则不是必需的）
```
（X
′
→ X
′
，附加语）
```

```
     X'                X'
    /  \      或      /  \
附加语  X'           X' 附加语

```

3. 另一种X′由一个X（短语的中心语）和若干个補足語（可选）组成：（图中以一个补足语为例）
```
X
′
→ X，（补足语）
```

```
     X'                X'
    /  \      或      /  \
补足语  X            X  补足语

```

## 规则的结合方式
下图中给出了一种三条规则结合而得出的通用 XP 结构。因为规则允许递归，所以理论上有无数种可能的结构，包括略去可选部分的小型结构、带有多个补语的结构，以及各种类型的XP和X的附加层。图中 spec 代表标定语，adjunct 代表附加语，complement 代表补足语，head 代表中心语。
```
    XP
   / \
spec  X'
     / \
    X'  adjunct
   / \
  X   complement
  |
head

```

图中由上到下称“组成”，由下到上称“投射”（英語：project），如X投射到X′。
因为所有的规则都允许按任意顺序组合，所以每一个分支在任意节点的左右位置都可能与示例中所示的位置相反。然而在任何一种给定的语言中通常只观察到一个方向，比如上面的例子反映出英语中使用的从左到右的語序。英语中标定语在包括中心语的X′前面，意味着冠词一般在名词之前。

## 简单的名词短语
对简单的名词短语如“这只猫”进行分析：
```
     NP
    /  \
  Det  N'
   |   |
 这只  N
       |
       猫

```

英语 "the cat" 同理：
```
     NP
    /  \
  Det  N'
   |   |
  the  N
       |
      cat

```

“这只”、"the" 是限定词（英語：determiner）（"the" 具体而言是冠词），起初被认为是名词的一种标定语。最近有人认为限定词才是中心语：限定词（D）投射到限定词短语（DP 或 DetP）；单词 cat 是名词短语（NP），作为限定词短语的补足语，如图：
```
     DP
    /  \
  Det  NP
   |   |
  the  N′
       |
       N
       |
      cat

```

## 完整的句子
对于更复杂的语句，不同语法理论的分析模式中各个X′理论元素分配到的短语类型不同。以这个句子为例："He studies linguistics at the university."

"He studies linguistics at the university" 的X′理论分析图。(IP = inflectional phrase，屈折短语；PP是介词短语)

转换-生成文法理论的分析模式如下图："IP" 是屈折短语。它的标定语是名词短语（NP），也是句子的主语He 。它的补足语是动词短语（VP），也是句子的广义谓语。这个句子中屈折短语没有明确的中心语，但一般认为是所谓的“现在时标记”[-Pst]。该标记没有在句子中呈现，由动词 "studies" 暗示而来。
中心词驱动短语结构语法理论则将这个句子模型化为一个动词短语，它的标定语兼句子主语为名词短语。动词短语的具体分析相同。

## 替代试验
X′存在的证据可以由替代的各种可能性提供。仍用上面的句子为例：“He studies linguistics at the university ”。可以回答道“She does, also.”这里的does 替代了右图中的 I-bar，即studies linguistics at the university 。也可以回答道“And she does at night-school.”这里的does 替代了较低一级的 V-bar，即studies linguistics 。

## 推导
1981年，Tim Stowell 开创性地试图在他的MIT论文Origins of phrase structure 中从更一般的原理推导出X′理论，不过最终没有成功。 20世纪90年代中期主要有两位学者尝试从独立原理推导出X′理论：Richard Kayne的反对称理论从结构与线性阶数之间有密切关系的假设导出X′理论；诺姆·乔姆斯基试图去掉这些句法标记（即X′等），再从其他原理推导。（裸短语结构）

## 句子结构数量
基于X′理论的句法理论一般会假设存在大量的句子结构，层数越多（“高”）的分析树上句法组分越多。潜在的不连续数目越多，在衍生理论如管辖与约束理论中使得组分上移，在具象理论如詞彙功能語法中使得组分上下移动。对倒位和移位这些现象的分析变得更加复杂，因为这些现象必然导致不连续。因此，如此多的结构数目是好是坏仍值得商榷。

## 向心与离心
当X′理论在20世纪70年代被引入并普遍应用于生成文法时，它用将所有句子结构都视为向心结构的句法观取代了允许离心结构的句法观。换句话说，以前的离心结构中，将句子（S）简单地分为名词短语（主语，NP）和动词短语（谓语，VP）(S → NP + VP)，不重视中心词；而X′理论中所有短语单元都必须有中心词。在这方面，X′理论使得生成语法向依存语法靠近了一步，因为依存语法是无法确定离心结构划分的。同时，X′理论又使得生成语法远离依存语法走开了两步，因为依存语法要将句子结构的数量限制到最小，而X′理论中句子结构数量非常巨大。

## 腳註
1. ↑  缺乏中心語的短語結構。
2. ↑  括號表明在括號中的短語類別是非強制的。
3. ↑  包含中心語的短語結構。